# ماتئو سیوفانی
ماتئو سیوفانی (انگلیسی: Matteo Ciofani؛ زادهٔ ۲۶ فوریهٔ ۱۹۸۸) بازیکن فوتبال اهل ایتالیا است.
از باشگاه‌هایی که در آن بازی کرده‌است می‌توان به باشگاه فوتبال آسکولی، باشگاه فوتبال فروزینونه، باشگاه فوتبال باری، باشگاه فوتبال دلفینو پسکارا، و باشگاه فوتبال ترنانا اشاره کرد.